# Cryptocephalus tainguensis
Cryptocephalus tainguensis là một loài bọ cánh cứng trong họ Chrysomelidae. Loài này được Medvedev & Samoderzhenkov miêu tả khoa học năm 1987.